# Clifford T. Ward
Clifford Thomas Ward (Stourport-on-Severn, 10 februari 1944 - Tenbury Wells, 18 december 2001) was een Britse singer-songwriter.

## Jeugd
Ward was het vijfde kind van Kathleen en Frank Ward, een arbeider in een tapijtenfabriek. Hij had een oudere zus en drie oudere broers. Zijn opleiding volgde hij op de middelbare school Stourport en het King Charles-gymnasium in Kidderminster. Hij ontmoette zijn toekomstige echtgenote Pat op school, toen zij 13 jaar oud was en hij 14 jaar. Op school besteedde hij enige tijd als koorknaap. Ze trouwden toen hij 17 jaar was, nadat Pat zwanger werd van de eerste van de vier kinderen Debbie, Martin, Sam en Polly.
Ze woonden aanvankelijk meerdere jaren in Kidderminster en beiden waren actief in opleidingsfondsen voor hersenverlamming, een aandoening die hun dochter Debbie had vanaf de geboorte. Hij was ook leraar Engels voor anderhalf jaar op de North Bromsgrove High School.

## Carrière
In 1962, kort na het verlaten van de school hield hij zich staande met een reeks administratieve banen. Ward formeerde de beatband Cliff Ward & the Cruisers, die in 1963 het Midland Band of the Year-concours in Birmingham won. De band was populair in Birmingham en ook veelgevraagd op legerbases in Frankrijk. Het was tijdens deze periode in het buitenland dat Ward Home Thoughts from Abroad schreef, een song die later verscheen op zijn tweede soloalbum en ook als B-kant van Gaye. Midden jaren 1960 en na meerdere ledenmutaties werd de band omgedoopt naar Martin Raynor & the Secrets, met Ward in de rol van de ongrijpbare Raynor. De fictieve naam werd spoedig achterwege gelaten en de band ging verder als Raynor's Secrets. Ze gingen op tournee door het Verenigd Koninkrijk en bereikten matige successen. Via deze weg werden zes singles opgenomen, echter deze hadden weinig invloed.
In 1968 met het einde van The Secrets, besloot Ward dat hij een echte baan nodig had en aldus besteedde hij de opvolgende drie jaar aan een lerarentrainings-college, om uiteindelijk werk te vinden  bij de North Bromsgrove High School om Engels en drama te onderwijzen. Een van zijn leerlingen was Trudie Styler, de toekomstige echtgenote van Sting en een andere was zanger Karl Hyde van de band Underworld. De kinderen die zongen op Ward's vroege albums waren van North Bromsgrove High School. In zijn vrije tijd ging hij verder met het schrijven van songs en nam hij zijn eerste soloalbum Singer Songwriter op, uitgebracht in 1972 bij Dandelion Records, net voordat dit failliet ging. Als resultaat kreeg het album weinig media-aandacht en bleef voor het grootste deel onopgemerkt. Na het tekenen van een nieuw contract bij Charisma Records, scoorde Ward een hit met het nummer Gaye, dat de 8e plaats haalde in de Britse singlehitlijst in 1973 en waarvan meer dan een miljoen exemplaren werden verkocht.
In juli 1973 het succes volgend van Gaye, boekte Wards tweede album Home Thoughts behoorlijke verkopen en haalde de 40e plaats in de Britse albumhitlijst. Vanaf dan wenste hij zich te concentreren op voltijdse muziek en hing hij het leraarsberoep aan de wilgen. Hij verzorgde een speciaal openbaar optreden in juli, met een uitvoering van Gaye in Top of the Pops. In januari 1974 bereikte Ward weer de singlehitlijst (#37) met Scullery van zijn derde album Mantle Pieces.
De opvolgende singles No More Rock 'n' Roll, Jigsaw Girl, Ocean of Love en I Got Lost Tonight waren geliefd bij de BBC radio-presentators en programmamakers, maar Ward kon het niet waar maken in de Britse hitlijsten. The Best is Yet to Come van het album Both of Us, werd geconfronteerd met succes door de cover van Justin Hayward. Zijn songs werden opgenomen door Cliff Richard, Jack Jones, Art Garfunkel en Judy Collins.

## Ziekte en overlijden
In 1987 werd Ward geconfronteerd met multiple sclerose. Hij ging thuis door met opnemen en het schrijven van songs, verzorgd door zijn vrouw Pat.
Ward nam zijn elfde en tevens laatste album Julia and Other New Stories op, kruipend op handen en voeten in zijn huisstudio om het af te maken. Rond dezelfde periode werd de toneelmusical Shattered World geproduceerd ter ere van Ward, gebaseerd op zijn leven en zijn gevecht met MS. De helft van de songs waren van Ward en de andere helft waren songs van anderen over hem.
Clifford Ward kreeg in november 2001 een longontsteking en overleed op 18 december 2001 in het Tenbury Community Hospital op 57-jarige leeftijd.

## Discografie

### Albums
- 1972: Singer-Songwriter (Dandelion Records)
- 1973: Home Thoughts (Charisma Records)
- 1973: Mantle Pieces (Charisma Records)
- 1975: Escalator (Charisma Records)
- 1975: No More Rock 'n' Roll (Philips)
- 1976: Waves (Philips)
- 1977: New England Days (Mercury Records)
- 1984: Both of Us (Philips)
- 1986: Sometime Next Year (Tembo Records)
- 1990: Gaye and Other Stories (Virgin Records)
- 1992: Laugh It Off (Ameless Records)
- 1995: Julia and Other New Stories (demo's en outtakes) (Graduate Records)
- 1998: Hidden Treasures (RP Media)
- 1999: Bittersweet (RP Media)
- 2000: The Ways of Love (RP Media)
- 2002: Anthology (Cherry Red Records)
- 2003: This Was Our Love (Cherry Red Records)
- 2003: Work in Progress (The Friends Of Clifford T. Ward)
- 2004: Secrets & Sidetracks (The Friends of Clifford T. Ward)
- 2005: Studio Sessions (beperkte uitgave) (Cherry Red Records)
- 2009: Change Of Heart (Cherry Red Records)
- 2009: The Kinver Sessions 1968-1972 (Beaujangle)
- 2009: Path Through The Forest - The Secret World of Clifford T. Ward (Wooden Hill)
- 2013: The Best Is Yet To Come: The Collection (Press Play/Cherry Red Records)
- 2015: Infatuation: Singles and Demos 1966-68 - The Secrets ft. Clifford T. Ward (Grapefruit Records)

- Biblioteca Nacional de España: XX4831933
- Bibliothèque nationale de France: cb13964846v (data)
- Gemeinsame Normdatei: 131478176
- International Standard Name Identifier: 0000 0001 1614 1973
- Library of Congress Control Number: n94001568
- MusicBrainz: f7f182b1-9659-4086-b9f2-837649c4d43a
- Virtual International Authority File: 29725207
- WorldCat: E39PBJxRyk6wjkf6tPDQBXDrMP